# Homossexualidade e judaísmo

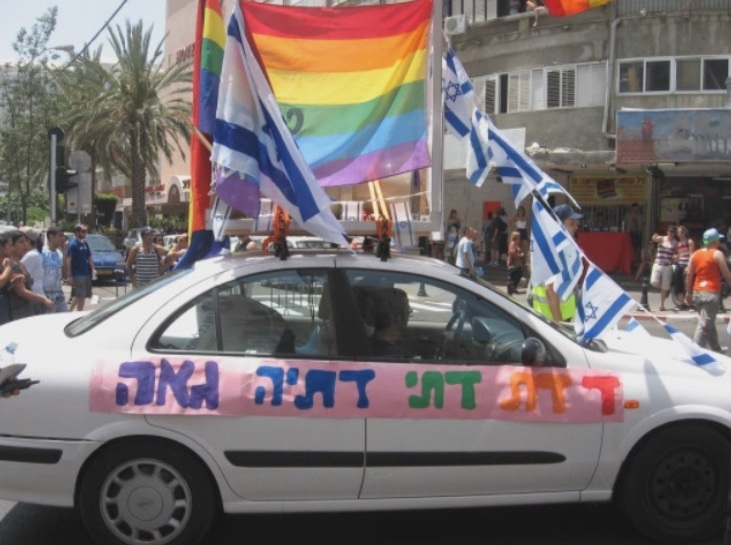
Protesto judeu pró-LGBT em Tel Aviv, Israel.

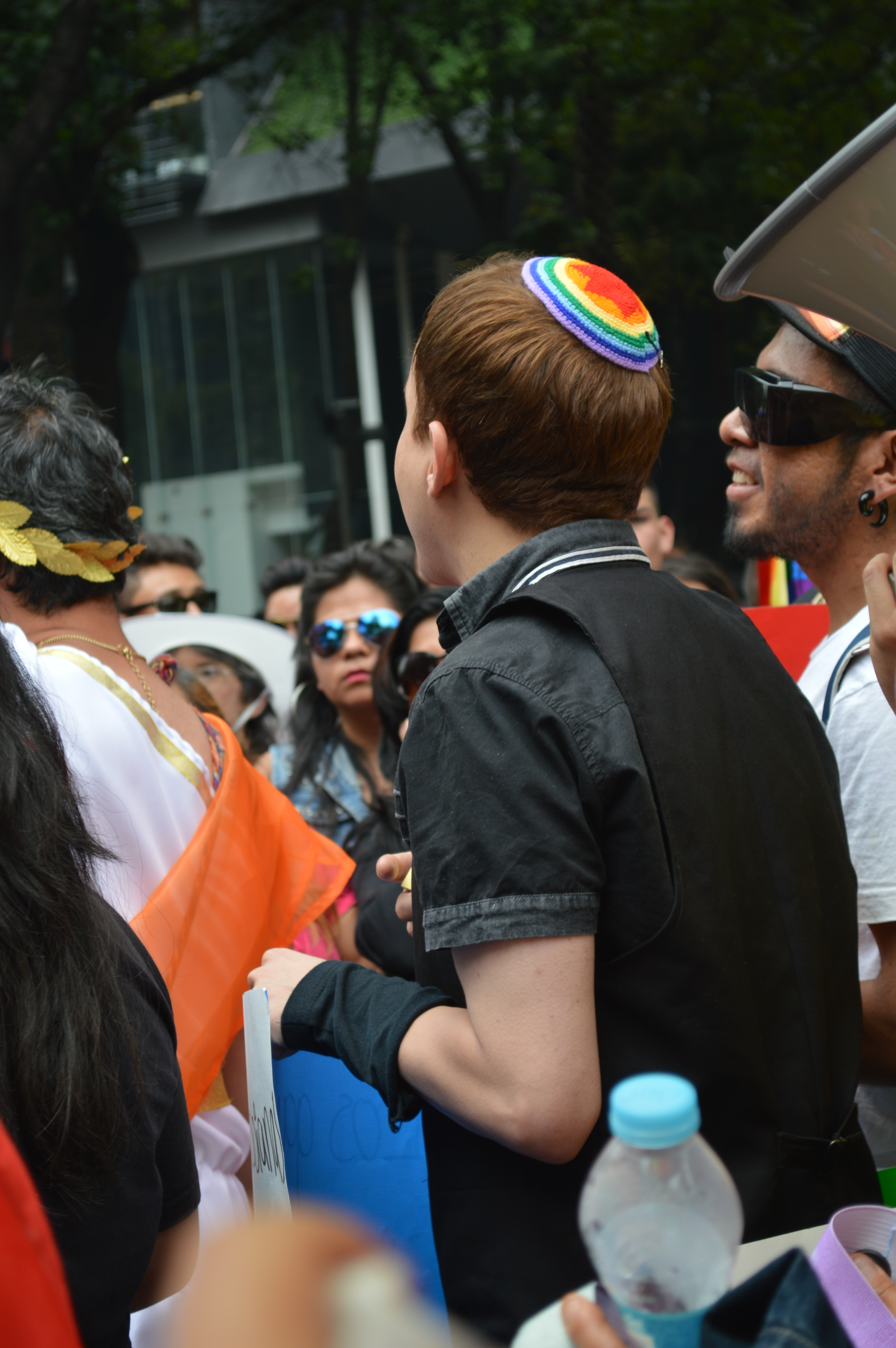
Judeu homossexual, na Marcha Gay do México.

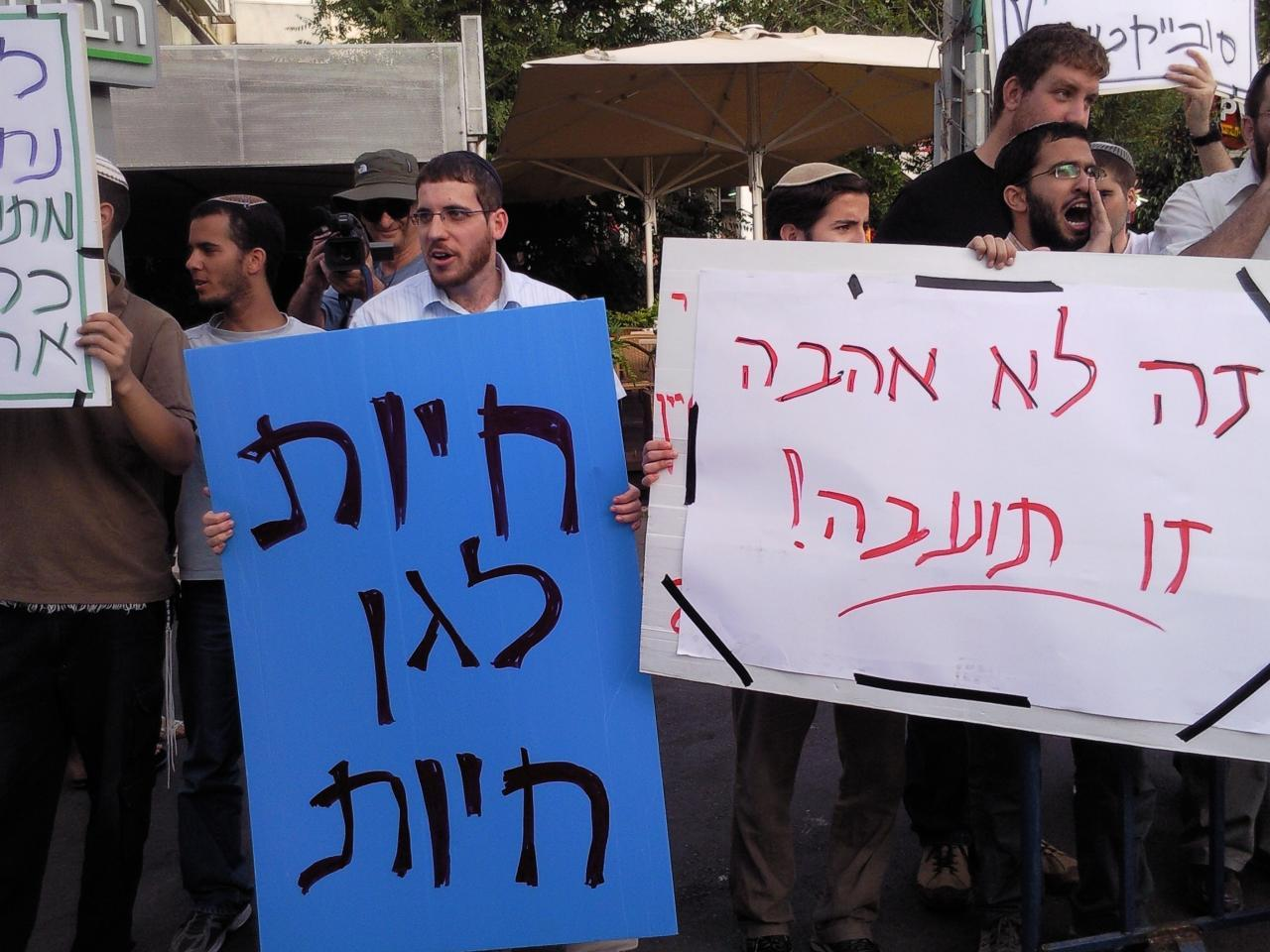
Manifestantes judeus ortodoxos segurando cartazes de protesto anti-LGBT durante a parada do orgulho em Haifa, Israel (2010)

A homossexualidade para o judaísmo foi, e ainda é, um importante assunto de debate entre os movimentos religiosos judaicos. Os costumes tradicionais dessa mesma religião, veem os relacionamentos entre pessoas do mesmo sexo como categoricamente proibidos pela Torá.
O livro de Vayikra (Levítico) é tradicionalmente interpretado como classificando a relação sexual entre homens como um to'eivah (algo abominável ou detestado) que pode estar sujeito à pena capital pelo atualmente inexistente Sinédrio sob halakha (lei judaica).
Como no últimos tempos a homossexualidade se tornou um assunto inquietante e de importante influência social, também se tornou mais prevalente na comunidade judaica. Certos ramos do judaísmo que até recentemente eram menos abertos aos direitos dos homossexuais fizeram mudanças organizacionais sobre a questão; o judaísmo conservador foi o último dos movimentos judaicos considerado do fluxo liberal a adotar uma abordagem mais progressiva e simplificada para lidar com questões relacionadas à homossexualidade. Até mesmo dentro da comunidade ortodoxa, existe uma pequena porém crescente população de indivíduos e líderes religiosos que ativamente engajam de forma positiva o assunto. A cada ano, centenas de estudantes judeus praticantes assumem sua homossexualidade e muitos continuam cada vez mais envolvidos na vida judaica liberal.
Nos últimos anos organizações sociais foram criadas para auxiliar judeus a conviverem em uma sociedade judaica ortodoxa tradicional e serem homossexuais ao mesmo tempo.
Allen Bennett se tornou o primeiro rabino abertamente gay nos Estados Unidos em 1978. Lionel Blue foi o primeiro rabino britânico a se reivindicar gay publicamente, o que ele fez em 1980.